# Modla

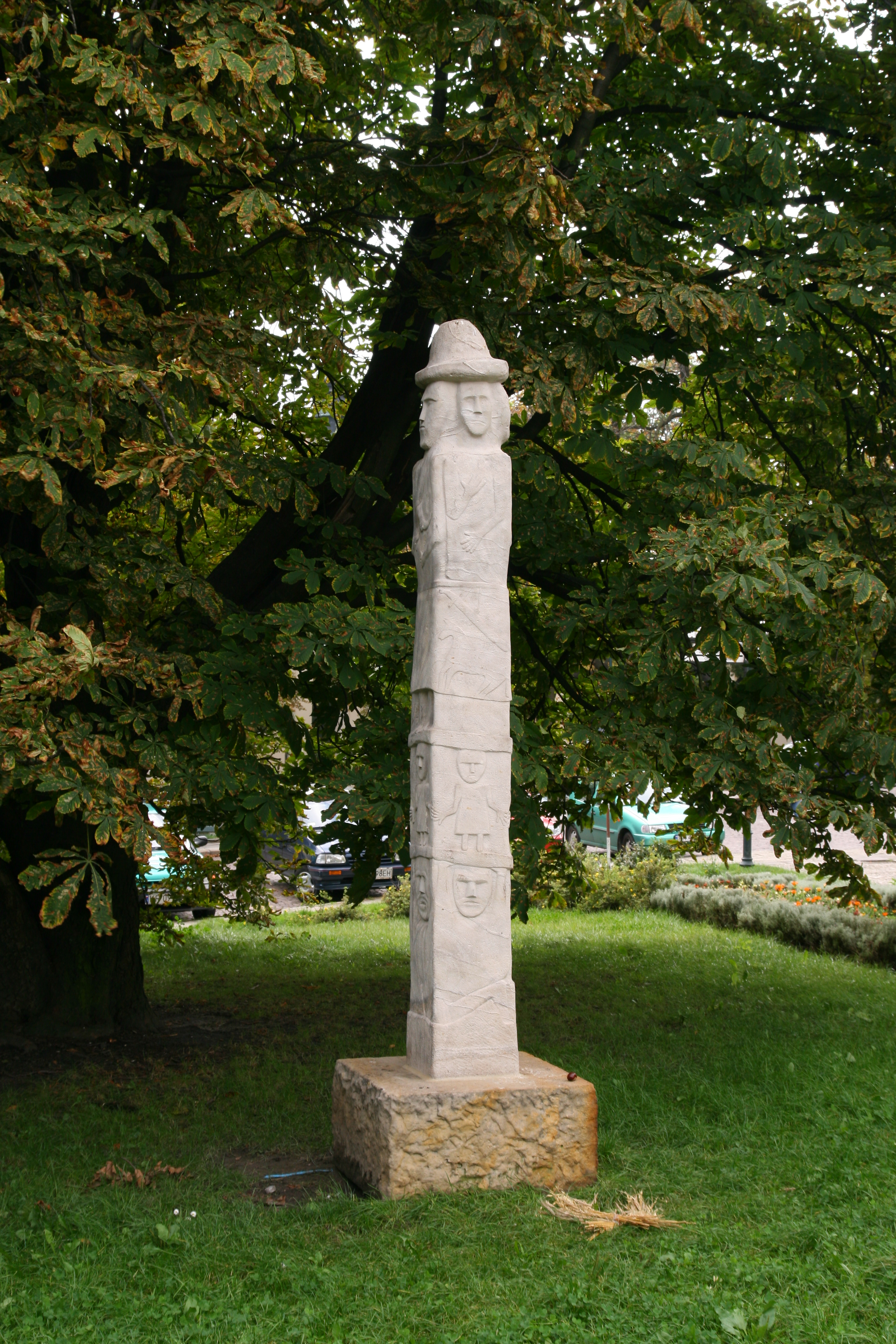
Slovanská modla - Zbručský idol; Krakov

Modla (nebo idol) je předmět požívající náboženské úcty – může jít o zobrazení boha, významné duchovní bytosti nebo personifikované symbolické vyjádření určitého duchovního principu.
Modly mohou být různých velikostí a materiálů. Příklady užívání model je známe z řady kultur. Například malé hliněné nebo dřevěné figurky, využívané k domácím bohoslužbám. Modly mohou zosobňovat osobní bohy, rodinné nebo bohy domova apod. Známé jsou již z neolitu, ale především v době bronzové se rozšířily po celém Středomoří a na Středním východě. V Bibli je jednou ze zmiňovaných model např. zlaté tele. V obdobích změn náboženství na určitých územích docházelo i k ničení model starého náboženství představiteli náboženství přicházejícího – například při christianizaci pohanů byly pohanské modly a jiná posvátná místa ničeny křesťanskými misionáři.
Pojem modla se v přeneseném smyslu užívá i pro světský (nenáboženský) předmět přemrštěného obdivu, uctívání, zbožňování nebo takovou hodnotu světa, která si nárokuje větší důležitost, než kterou ve skutečnosti má, takže modla je též „všechno, co chce, abychom ho brali vážněji, než si zaslouží“. V tomto smyslu slova se tak mohou modlami stát také lidmi obdivované celebrity jako politici, herci a zpěváci nebo sportovci. Zvýšená tendence některých lidí obdivovat objekty se nazývá modlářství.